# اتو وافل

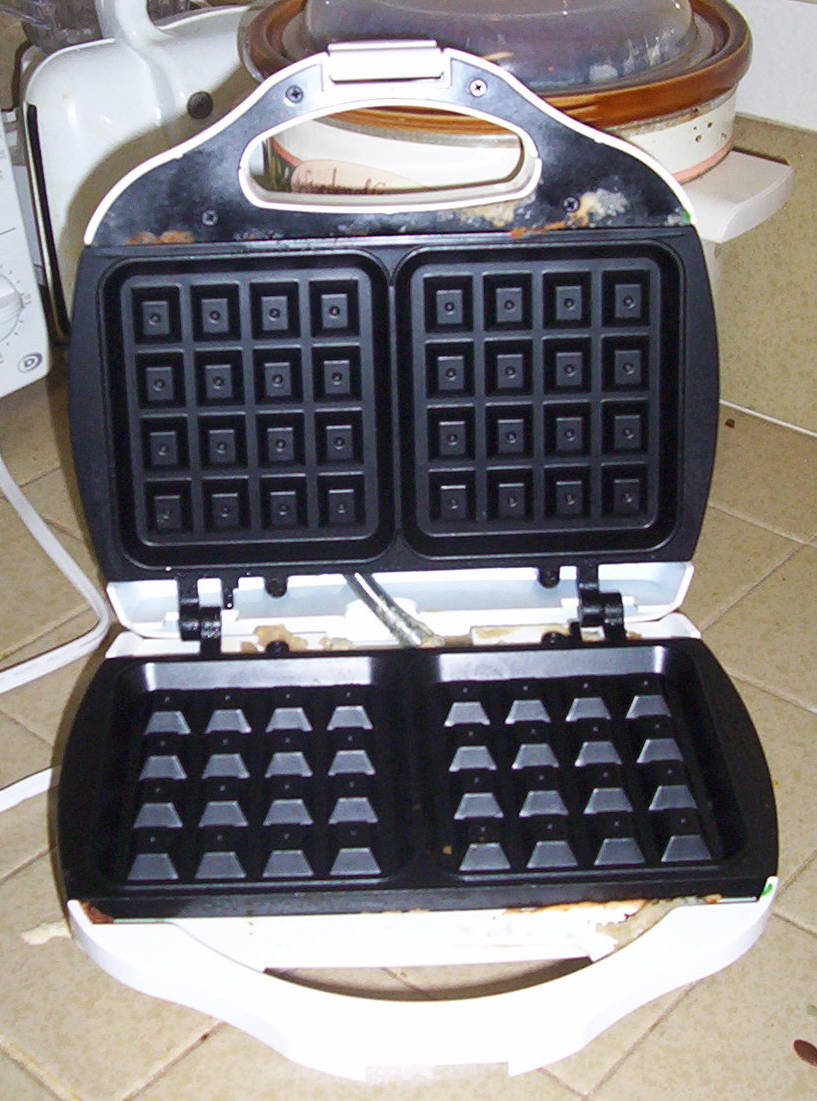
اتو وافل سبک-بلژیکی آمریکای شمالی

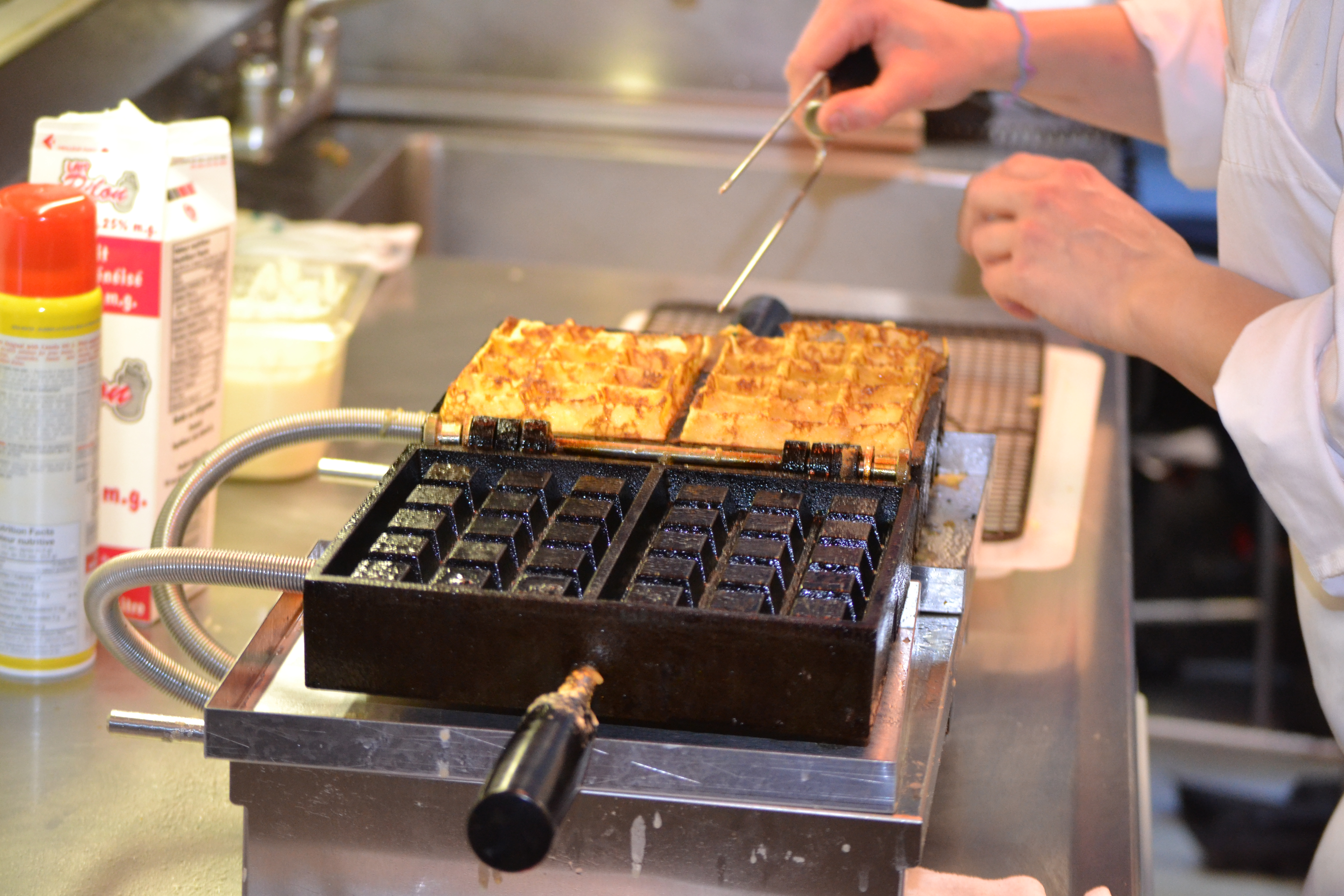
وافل ساز چُدنی ۱۸۰ درجه حرفه‌ای

اتو وافل (به انگلیسی: waffle iron) یا وافل پَز یا وافل ساز (به انگلیسی: waffle maker) ظروف‌آشپزخانه یا لوازم‌خانگی است که برای پخت وافل استفاده می‌شود.
این شامل دو صفحه فلزی با یک لولای اتصال است که برای ایجاد الگوی لانه زنبوری روی وافل‌ها قالب‌گیری‌شده‌است. اتو گرم می‌شود یا خمیرابه ریخته می‌شود یا بین صفحه‌ها قرار می‌گیرد، سپس آنها را به‌هم می‌بندند تا غذاهای لاکچری صبحانه با طعم دِسِر شیرین، بسیار شبیه به پنکیک، اما سبک‌تر و شیرین‌تر، پخته شوند. دستیابی به ظاهر بسیار دشوارتر از یک پنکیک است. ازاین‌رو اتو وافل است.